# Пон
Пон (или Понос, грч. Πόνος) је у грчкој митологији био божанство тешког рада. При томе се мислило на тежак физички рад, који је био својствен земљорадницима који су били на ивици егзистенције.

## Митологија
Према Хесиоду, био је Еридин син, а према Цицерону, син Ереба и Никс. Сенека је писао да је Пон био један од пратилаца Едипа када је морао да оде из Тебе. Према неким изворима, он је у ствари персонификовао тугу.